# Église de la Sainte-Croix de Chicago
L'église de la Sainte-Croix (anglais : Holy Cross Church, lituanien : Šv. Kryžiaus bažnyčia) est une église catholique de la ville de Chicago, dans l'État de l'Illinois aux États-Unis. Construite pour la communauté d'immigrés venus de Lituanie, elle est de style classico-baroque néo-renaissance. Aujourd'hui c'est une église dynamique de latino-américains avec plus de trois mille fidèles aux messes du dimanche. Elles sont toutes célébrées en espagnol. L'église dépend de l'archidiocèse de Chicago.

## Historique
La paroisse est fondée en 1904 par des Lituaniens demeurant dans le South Side de Chicago où demeuraient au tournant des XIX et XX siècles des ouvriers d'Europe orientale travaillant dans les abattoirs des Union Stock Yards, dans le quartier de Canaryville (secteur de New City). Dû à une diminution de la production, les grands abattoirs ferment dans les années 1970 et le quartier de Canaryville change de population au fil des années. La paroisse Sainte-Croix a d'ailleurs fusionné avec la paroisse voisine du Cœur-Immaculé-de-Marie.

## Architecture
L'église construite par Joseph Molitor est totalement terminée en 1915 avec sa façade comprenant un portique à fronton grec et des colonnes corinthiennes. Le pavement de céramique à l'intérieur est directement importé de Lituanie, qui se trouvait être alors partie de l'Empire russe. Le chemin de Croix est peint par Thaddeus von Zukotynski (1855-1912). Le plafond voûté est supporté par des colonnes de marbre. Les vitraux datent de 1943-1944 et proviennent de la maison Arthur Michaudel, basée à Chicago. Ils décrivent la vie de Jésus et de saints.

## Adresse
L'église de la Sainte-Croix est située au 46th West Street, dans le secteur de New City à Chicago, Illinois.